# Puchar Albanii w piłce siatkowej mężczyzn (2021/2022)
Puchar Albanii w piłce siatkowej mężczyzn 2021/2022 – 67. sezon rozgrywek o siatkarski Puchar Albanii zorganizowany przez Albański Związek Piłki Siatkowej (Federata Shqiptare e Volejbollit, FSHV). Zainaugurowany został 3 grudnia 2021 roku.
Rozgrywki składały się z fazy grupowej, półfinałów i finału. Brały w nich udział drużyny uczestniczące w mistrzostwach Albanii.
W fazie grupowej drużyny podzielone zostały na dwie grupy, w których rozegrały między sobą po jednym meczu. Z każdej grupy dwa najlepsze zespoły awansowały do półfinałów. W półfinałach rywalizacja toczyła się w parach w formie dwumeczów. Zwycięzcy półfinałów rozegrali jedno finałowe spotkanie.
Finał odbył się 6 marca 2022 roku w Parku Olimpijskim "Feti Borova" (Parku Olimpik "Feti Borova") w Tiranie. Po raz ósmy Puchar Albanii zdobył klub Tirana, pokonując w finale zespół Erzeni. MVP finału wybrany został Ledion Martiro.

## Drużyny uczestniczące
| Mistrzostwa Albanii (9 drużyn) | Mistrzostwa Albanii (9 drużyn) |
| ------------------------------ | ------------------------------ |
| Elbasani                       | faza grupowa                   |
| Erzeni                         | finał                          |
| Farka Volley                   | faza grupowa                   |
| Partizani Tirana               | półfinał                       |
| Skënderbeu Korcza              | półfinał                       |
| Studenti Tirana                | faza grupowa                   |
| Teuta Durrës                   | faza grupowa                   |
| Tirana                         | zwycięstwo                     |
| Vllaznia Szkodra               | faza grupowa                   |

## Rozgrywki

### Faza grupowa

#### Grupa A
Tabela
| Lp. | Drużyna           | Pkt | Mecze | Mecze   | Mecze   | Sety | Sety | Sety  | Małe punkty | Małe punkty | Małe punkty |
| Lp. | Drużyna           | Pkt | M     | W (3:2) | P (2:3) | wyg. | prz. | ratio | zdob.       | str.        | ratio       |
| --- | ----------------- | --- | ----- | ------- | ------- | ---- | ---- | ----- | ----------- | ----------- | ----------- |
| 1   | Tirana            | 12  | 4     | 4 (0)   | 0 (0)   | 12   | 0    | MAX   | 301         | 217         | 1.387       |
| 2   | Skënderbeu Korcza | 9   | 4     | 3 (0)   | 1 (0)   | 9    | 5    | 1.800 | 323         | 296         | 1.091       |
| 3   | Vllaznia Szkodra  | 6   | 4     | 2 (0)   | 2 (0)   | 7    | 7    | 1.000 | 333         | 306         | 1.088       |
| 4   | Studenti Tirana   | 3   | 4     | 1 (0)   | 3 (0)   | 5    | 10   | 0.500 | 314         | 346         | 0.908       |
| 5   | Farka Volley      | 0   | 4     | 0 (0)   | 4 (0)   | 1    | 12   | 0.083 | 217         | 323         | 0.672       |

Źródło: FSHV – Data Project
Punktacja: 3:0 i 3:1 – 3 pkt; 3:2 – 2 pkt; 2:3 – 1 pkt; 1:3 i 0:3 – 0 pkt
Zasady ustalania kolejności: 1. liczba punktów; 2. liczba zwycięstw; 3. stosunek setów; 4. stosunek małych punktów; 5. bilans w bezpośrednich meczach
Wyniki spotkań
1 kolejka
| 03.12.2021 18:00 (UTC+1) | Vllaznia Szkodra | 3:1 (25:23, 24:26, 25:14, 25:18) | Studenti Tirana | Pałac Sportu Qazim Dërvishi, Szkodra Widzów: 211 Sędziowie: Konalsi Gjoka i Enri Zenullari |

| 04.12.2021 13:00 (UTC+1) | Skënderbeu Korcza | 3:0 (25:17, 25:13, 25:17) | Farka Volley | Pałac Sportu Tamara Nikolla, Korcza Widzów: 70 Sędziowie: Ardit Nurja i Tedi Zguri |

2. kolejka
| 06.12.2021 17:00 (UTC+1) | Farka Volley | 0:3 (23:25, 13:25, 15:25) | Vllaznia Szkodra | Hala sportowa w Farkë, Tirana Widzów: 40 Sędziowie: Roland Mujo i Edison Kurti |

| 06.12.2021 18:00 (UTC+1) | Tirana | 3:0 (25:17, 25:18, 25:23) | Skënderbeu Korcza | Pałac Sportu Farie Hoti, Tirana Widzów: 35 Sędziowie: Endri Zguri i Ardit Nurja |

3. kolejka
| 10.12.2021 18:00 (UTC+1) | Vllaznia Szkodra | 0:3 (20:25, 20:25, 24:26) | Tirana | Pałac Sportu Qazim Dërvishi, Szkodra Widzów: 254 Sędziowie: Endri Zguri i Ardit Nurja |

| 10.12.2021 20:00 (UTC+1) | Studenti Tirana | 3:1 (23:25, 25:20, 25:13, 25:22) | Farka Volley | Pałac Sportu Asllan Rusi, Tirana Widzów: 40 Sędziowie: Tedi Zguri i Enea Dusha |

4. kolejka
| 14.12.2021 12:00 (UTC+1) | Skënderbeu Korcza | 3:1 (26:24, 21:25, 26:24, 25:22) | Vllaznia Szkodra | Pałac Sportu Tamara Nikolla, Korcza Widzów: 70 Sędziowie: Edison Kurti i Ardit Nurja |

| 14.12.2021 20:00 (UTC+1) | Tirana | 3:0 (25:19, 25:23, 25:14) | Studenti Tirana | Pałac Sportu Farie Hoti, Tirana Widzów: 40 Sędziowie: Tedi Zguri i Enea Dusha |

5. kolejka
| 17.12.2021 17:00 (UTC+1) | Farka Volley | 0:3 (10:25, 15:25, 14:25) | Tirana | Hala sportowa w Farkë, Tirana Widzów: 20 Sędziowie: Edison Kurti i Roland Mujo |

| 17.12.2021 20:00 (UTC+1) | Studenti Tirana | 1:3 (13:25, 25:17, 23:25, 18:25) | Skënderbeu Korcza | Pałac Sportu Asllan Rusi, Tirana Widzów: 30 Sędziowie: Enea Dusha i Endri Zguri |

#### Grupa B
Tabela
| Lp. | Drużyna          | Pkt | Mecze | Mecze   | Mecze   | Sety | Sety | Sety  | Małe punkty | Małe punkty | Małe punkty |
| Lp. | Drużyna          | Pkt | M     | W (3:2) | P (2:3) | wyg. | prz. | ratio | zdob.       | str.        | ratio       |
| --- | ---------------- | --- | ----- | ------- | ------- | ---- | ---- | ----- | ----------- | ----------- | ----------- |
| 1   | Erzeni           | 9   | 3     | 3 (0)   | 0 (0)   | 9    | 2    | 4.500 | 274         | 210         | 1.305       |
| 2   | Partizani Tirana | 6   | 3     | 2 (0)   | 1 (0)   | 7    | 4    | 1.750 | 256         | 214         | 1.196       |
| 3   | Teuta Durrës     | 2   | 3     | 1 (1)   | 2 (0)   | 4    | 8    | 0.500 | 231         | 279         | 0.828       |
| 4   | Elbasani         | 1   | 3     | 0 (0)   | 3 (1)   | 3    | 9    | 0.333 | 219         | 277         | 0.791       |

Źródło: FSHV – Data Project
Punktacja: 3:0 i 3:1 – 3 pkt; 3:2 – 2 pkt; 2:3 – 1 pkt; 1:3 i 0:3 – 0 pkt
Zasady ustalania kolejności: 1. liczba punktów; 2. liczba zwycięstw; 3. stosunek setów; 4. stosunek małych punktów; 5. bilans w bezpośrednich meczach
Wyniki spotkań
1. kolejka
| 04.12.2021 18:00 (UTC+1) | Erzeni | 3:0 (25:16, 25:18, 25:17) | Elbasani | Pałac Sportu Dhimitraq Goga, Shijak Widzów: 30 Sędziowie: Enea Dusha i Anxhelo Brokaj |

| 04.12.2021 18:00 (UTC+1) | Partizani Tirana | 3:0 (25:22, 25:12, 25:17) | Teuta Durrës | Pałac Sportu Asllan Rusi, Tirana Widzów: 40 Sędziowie: Konalsi Gjoka i Enri Zenullari |

2. kolejka
| 10.12.2021 16:30 (UTC+1) | Elbasani | 2:3 (23:25, 25:20, 19:25, 25:21, 14:16) | Teuta Durrës | Pałac Sportu Tomorr Sinani, Elbasan Widzów: 20 Sędziowie: Edison Kurti i Roland Mujo |

| 11.12.2021 18:00 (UTC+1) | Erzeni | 3:1 (25:23, 26:28, 25:22, 25:13) | Partizani Tirana | Pałac Sportu Dhimitraq Goga, Shijak Widzów: 30 Sędziowie: Endri Zguri i Klement Agolli |

3. kolejka
| 17.12.2021 18:00 (UTC+1) | Partizani Tirana | 3:1 (20:25, 25:15, 25:9, 25:13) | Elbasani | Pałac Sportu Asllan Rusi, Tirana Widzów: 40 Sędziowie: Tedi Zguri i Enea Dusha |

| 18.12.2021 15:00 (UTC+1) | Teuta Durrës | 1:3 (20:25, 19:25, 25:23, 9:25) | Erzeni | Pałac Sportu Ramazan Njala, Durrës Widzów: 60 Sędziowie: Klement Agolli i Caush Kojku |

### Półfinały
|  | Tirana | 6 – 0 | Partizani Tirana |  |

| 09.02.2022 18:00 (UTC+1) | Partizani Tirana | 0:3 (20:25, 23:25, 22:25) | Tirana | Park Olimpijski Feti Borova, Tirana Widzów: 60 Sędziowie: Konalsi Gjoka i Endri Zguri |

| 15.02.2022 19:00 (UTC+1) | Tirana | 3:0 (25:23, 25:23, 25:15) | Partizani Tirana | Park Olimpijski Feti Borova, Tirana Widzów: 50 Sędziowie: Endri Zguri i Tedi Zguri |

|  | Erzeni | 6 – 0 | Skënderbeu Korcza |  |

| 09.02.2022 14:00 (UTC+1) | Skënderbeu Korcza | 0:3 (19:25, 20:25, 25:27) | Erzeni | Pałac Sportu Tamara Nikolla, Korcza Widzów: 100 Sędziowie: Edison Kurti i Roland Mujo |

| 15.02.2022 15:00 (UTC+1) | Erzeni | 3:1 (25:22, 25:11, 25:27, 25:15) | Skënderbeu Korcza | Pałac Sportu Dhimitraq Goga, Shijak Widzów: 60 Sędziowie: Roland Mujo i Edison Kurti |

### Finał
| 06.03.2022 19:30 (UTC+1) | Tirana | 3:1 (25:22, 21:25, 25:14, 25:16) | Erzeni | Park Olimpijski Feti Borova, Tirana Widzów: 200 Sędziowie: Konalsi Gjoka i Igli Feshti |